# Rock in Rio (álbum)
| Críticas profissionais | Críticas profissionais |
| Avaliações da crítica  | Avaliações da crítica  |
| Fonte                  | Avaliação              |
| ---------------------- | ---------------------- |
| MetalCrypt             | [ 1 ]                  |
| Metal Storm            | [ 2 ]                  |

Rock in Rio é um álbum duplo ao vivo da banda inglesa de heavy metal Iron Maiden, lançado em 2002. O álbum registra a apresentação feita em janeiro de 2001 na terceira edição do festival Rock in Rio, no Rio de Janeiro, para mais de 250 mil pessoas. Foi o show que marcou o encerramento da Brave New World Tour, que acompanhou o lançamento do álbum Brave New World, marcando a volta de Bruce Dickinson nos vocais e do guitarrista Adrian Smith. Os lucros do álbum foram redirecionados para um fundo aberto pela banda para financiar o tratamento de esclerose múltipla de seu ex-baterista Clive Burr.

## Faixas

### Disco 1
| N.º | Título                                              | Compositor(es)                              | Duração |  |
| 1.  | "Arthur's Farewall" (Intro)                         | Jerry Goldsmith                             | 1:55    |  |
| 2.  | "The Wicker Man" (do álbum Brave New World)         | Bruce Dickinson, Steve Harris, Adrian Smith | 4:41    |  |
| 3.  | "Ghost of the Navigator" (do álbum Brave New World) | Dickinson, Janick Gers, Harris              | 6:48    |  |
| 4.  | "Brave New World" (do álbum Brave New World)        | Dickinson, Harris, Dave Murray              | 6:48    |  |
| 5.  | "Wrathchild" (do álbum Killers)                     | Harris                                      | 3:25    |  |
| 6.  | "2 Minutes to Midnight" (do álbum Powerslave)       | Dickinson, Smith                            | 6:26    |  |
| 7.  | "Blood Brothers" (do álbum Brave New World)         | Harris                                      | 7:15    |  |
| 8.  | "Sign of the Cross" (do álbum The X Factor)         | Harris                                      | 10:49   |  |
| 9.  | "The Mercenary" (do álbum Brave New World)          | Gers, Harris                                | 4:42    |  |
| 10. | "The Trooper" (do álbum Piece of Mind)              | Harris                                      | 4:34    |  |

### Disco 2
| N.º | Título                                                         | Compositor(es)               | Duração |  |
| 1.  | "Dream of Mirrors" (do álbum Brave New World)                  | Gers, Harris                 | 9:38    |  |
| 2.  | "The Clansman" (do álbum Virtual XI)                           | Harris                       | 9:19    |  |
| 3.  | "The Evil That Men Do" (do álbum Seventh Son of a Seventh Son) | Dickinson, Harris, Smith     | 4:40    |  |
| 4.  | "Fear of the Dark" (do álbum Fear of the Dark)                 | Harris                       | 7:40    |  |
| 5.  | "Iron Maiden" (do álbum Iron Maiden)                           | Harris                       | 5:51    |  |
| 6.  | "The Number of the Beast" (do álbum The Number of the Beast)   | Harris                       | 5:00    |  |
| 7.  | "Hallowed Be Thy Name" (do álbum The Number of the Beast)      | Harris                       | 7:23    |  |
| 8.  | "Sanctuary" (do álbum Iron Maiden)                             | Paul Di'Anno, Harris, Murray | 5:17    |  |
| 9.  | "Run to the Hills" (do álbum The Number of the Beast)          | Harris                       | 4:52    |  |

## Performance nas paradas
| País               | Parada musical (2002)       | Posição |
| ------------------ | --------------------------- | ------- |
| Austria            | Ö3 Austria Top 40           | 17      |
| Belgium (Flanders) | Ultratop                    | 28      |
| Belgium (Wallonia) | Ultratop                    | 37      |
| Finland            | The Official Finnish Charts | 8       |
| France             | SNEP                        | 25      |
| Germany            | Media Control Charts        | 13      |
| Italy              | FIMI                        | 7       |
| Japan              | Oricon                      | 43      |
| Netherlands        | MegaCharts                  | 43      |
| Norway             | VG-lista                    | 14      |
| Sweden             | Sverigetopplistan           | 14      |
| Switzerland        | Swiss Hitparade             | 17      |
| United Kingdom     | Official Albums Chart       | 15      |
| United States      | Billboard 200               | 186     |

| Singles                   | Parada musical (2002)   | Posição |
| ------------------------- | ----------------------- | ------- |
| "Run to the Hills" (live) | Canadian Singles Chart  | 11      |
| "Run to the Hills" (live) | Dutch Singles Chart     | 60      |
| "Run to the Hills" (live) | Finnish Singles Chart   | 5       |
| "Run to the Hills" (live) | French Singles Chart    | 73      |
| "Run to the Hills" (live) | German Singles Chart    | 55      |
| "Run to the Hills" (live) | Irish Singles Chart     | 38      |
| "Run to the Hills" (live) | Italian Singles Chart   | 6       |
| "Run to the Hills" (live) | Norwegian Singles Chart | 15      |
| "Run to the Hills" (live) | Swedish Singles Chart   | 28      |
| "Run to the Hills" (live) | Swiss Singles Chart     | 75      |
| "Run to the Hills" (live) | UK Singles Chart        | 9       |

## Certificações
| País                 | Certificação | Vendas  |
| -------------------- | ------------ | ------- |
| Brazil (ABPD)        | Ouro         | 50,000+ |
| Greece (IFPI Greece) | Ouro         | 15,000+ |
| United Kingdom (BPI) | Prata        | 60,000+ |

## Integrantes
- Bruce Dickinson - vocais
- Dave Murray - guitarra
- Janick Gers - guitarra
- Adrian Smith - guitarra, backing vocals
- Steve Harris - baixo, backing vocals
- Nicko McBrain - bateria
- Michael Kenney - teclados

## DVD
| Críticas profissionais | Críticas profissionais |
| Avaliações da crítica  | Avaliações da crítica  |
| Fonte                  | Avaliação              |
| ---------------------- | ---------------------- |
| sputnik                | 5 de 5 estrelas.       |

A apresentação também foi registrada em DVD, editado pelo próprio Steve Harris, baixista e líder da banda, a partir das gravações de 18 câmeras. Além do show, havia um incluído um segundo disco com entrevistas e vídeos da banda.

### Faixas
DVD 1
1. "Intro/The Wicker Man"
2. "Ghost Of The Navigator"
3. "Brave New World"
4. "Wrathchild"
5. "2 Minutes To Midnight"
6. "Blood Brothers"
7. "Sign Of The Cross"
8. "The Mercenary"
9. "The Trooper"
10. "Dream Of Mirrors"
11. "The Clansman"
12. "The Evil That Men Do"
13. "Fear Of The Dark"
14. "Iron Maiden"
15. "The Number Of The Beast"
16. "Hallowed Be Thy Name"
17. "Sanctuary"
18. "Run To The Hills"

DVD 2 (extras)
- Entrevistas com os membros da banda;
- A Day In The Life: filmagens da banda nos bastidores;
- Fotos exclusivas da turnê sul-americana do Iron Maiden em 2001, com comentários do fotógrafo oficial do Iron Maiden, Ross Halfin.

### Performance comercial
| País           | Parada (2002)               | Posição |
| -------------- | --------------------------- | ------- |
| Australia      | ARIA Charts                 | 3       |
| Finland        | The Official Finnish Charts | 3       |
| Germany        | Media Control Charts        | 2       |
| Norway         | VG-lista                    | 2       |
| United Kingdom | UK Music Video Chart        | 1       |
| United States  | Billboard charts            | 2       |

| País                  | Certificação | Vendas  |
| --------------------- | ------------ | ------- |
| Argentina - CAPIF     | Platina      | 8,000+  |
| Austrália (ARIA)      | Ouro         | 17,500+ |
| Canadá (Music Canada) | Platina      | 20,000+ |
| Alemanha - BVMI       | Ouro         | 25,000+ |
| Polônia (ZPAV)        | Ouro         | 5,000+  |
| Reino Unido (BPI)     | Platina      | 50,000+ |
| Estados Unidos (RIAA) | Platina      | 50,000+ |